# 刘万春 (1900年)
刘万春（1900年10月20日—1993年1月），字寿山，回族，河北交河人。国民革命军中将军长。

## 生平
保定军官学校第9期步科。毕业后，任第21混成旅（旅长王都庆）第1团（团长阎得胜）少尉见习官、中尉排长、上尉连长、少校营长。1925年9月混21旅改编为北洋暂编陆军第7师（师长王都庆），升任中校副官长。1927年5月暂7师扩编为国民革命军第2集团军第9军（军长阎得胜），任上校团长。9月所部被缴械后改任第2军（军长徐寿椿）上校团长。1927年靳云鹗投武汉国民政府后，1928年1月6日第71军改编为国民革命军独立第8师（师长刘春荣），任第1团上校团长。11月独8师缩编为第4集团军（总司令李宗仁）暂编第1师（师长白崇禧）第3旅（旅长刘春荣），改任上校参谋长。1929年1月所部改称第14师（师长白崇禧）第42旅（旅长刘春荣），仍任上校参谋长。4月第42旅扩编为第14师（师长刘春荣），调任第41旅（旅长申体臣）第81团上校团长。1930年4月第14师扩编为第3方面军（总司令阎锡山）第20军（军长刘春荣），升任任补充第1旅（辖两团）少将旅长。12月所部被第26路军缴械后赋闲于天津。
1931年7月出任太原绥靖公署（主任阎锡山）上校参谋。1933年10月调任赣粤闽湘鄂剿匪军北路总司令部（总司令顾祝同）上校参谋。1934年1月调任庐山军官训练团（兼团长蒋中正）交际课上校课长。1935年5月29日叙任陆军步兵中校。
1936年11月调任独立第7旅（原正太护路军第3旅，旅长马延守）少将参谋长。1937年12月调任第三十五军第73师（刘奉滨）少将参谋长。1938年4月调任绥远省游击军（司令马秉仁）第2旅（辖两团）少将旅长。1939年3月调任绥远第2游击区少将司令。1942年7月新编骑兵第3师（辖三团）少将代理师长。1943年2月10日晋任陆军步兵上校。1943年7月22日调任暂编第17师（辖三团）少将师长。1944年10月23日调升第三十五军（军长董其武）少将副军长。1945年6月28日晋任陆军少将。8月兼任新编骑兵第4师（辖三团）师长。1945年11月免去师长兼职。
1946年3月调升绥远全省保安司令部（兼司令傅作义）中将副司令。1947年12月调升华北剿匪总司令部（总司令傅作义）驻绥部队指挥所（主任董其武）中将副主任。1949年1月兼任第一一一军（辖第319师、第320师、第326师）军长。1949年7月升兼第9兵团（司令官孙兰峰）副司令官。9月19日在绥远归绥率部起义。1949年12月9日第一一一军在包头地区改编为中国人民解放军第三十六军，任军长，康健民任政治委员，王建业、张惠源任副军长，樊折桂任参谋长，李远任政治部主任，下辖第106、第107、第108师和骑兵旅，全军共1.3万余人。1950年1月兼任绥远省人民政府（主席董其武）民族事务委员会（主委奎璧）委员。
1950年7月，刘万春先后两次秘密召集所部辎重营营长李玉浩谈话，布置其去台湾联系的任务：
1. 向张庆恩汇报绥远的现状；
2. 向张索要二百万元作为活动经费和眷属生活费；
3. 听取台湾指示，确定联系办法，并请台湾当局传达国内外形势。联系情况要让李玉浩由台湾返回后向他报告。

李玉浩接受任务后于7月29日启程出发，8月8日到香港，住在港的中统机关招待所。经与台湾联系，张庆恩由台至港，听了李玉浩的汇报，讲解形势，指示刘万春要切实掌握好部队，待机反正，起码要等到“明年秋后”再行动，“当前不要乱拉部队哗变。”张庆恩交李玉浩带回一本电报密码、信一封、书一本、140万经费。李玉浩返抵包头时正值刘万春赴北京。李又追至北京找刘万春。
人民政府于1950年11月11日，将该案主要罪犯分别扣捕归案。11月26日，华北军区司令员聂荣臻、政委薄一波向人民解放军23兵团司令员董其武将军通报了这一严重情况，在公安部长罗瑞卿的指挥下，当晚，立即扣捕了刘万春等人。1957年3月转押抚顺战犯管理所。1973年7月转押北京秦城监狱。1975年8月特赦后定居北京。1977年11月当选北京市政协（主席丁国钰）委员。
1981年5月11日到17日，内蒙政协召开了第一次全区文史资料工作会议，会上讨论了《文史资料选辑》第69辑上刊登的刘万春的《绥远起义亲身经历》一文，建议由自治区政协文史资料委员会组织座谈，澄清是非，公开发表；会议5月14日第四期简报分送全国政协文史办及自治区党政各机关及有关部门和领导。全国政协文史办接到简报后，6月4日专函内蒙古政协文史资料委员会，要组织座谈，澄清是非，公开发表。1981年6月4日，全国政协文史资料编委会军事组组长刘琦专门给全国政协副主席董其武打电话汇报，就《文史资料选辑》第69辑上刊登的刘万春的文章，“全国反应很大”，请示如何处理。1981年6月13、16两日，内蒙古政协文史资料委员会分两次召集起义人员组织座谈，参加座谈的有王崇礼、康保安、李忠孚、卢健飞、赵淑普、赵国民、杨维垣、王度、孙英年、李竭忠、崔维 、张鸿恩等四十多人，讨论了破坏起义的种种事实，分清混淆起义和反起义的界线。1981年8月11日，全国政协文史资料委员会办公室负责人柴夫亲自到董其武副主席家中，与董其武副主席和杨格非面谈《文史资料选辑》第69辑上发表刘万春文章的问题。
现正由座谈的人把发言的内容写成书面稿，送内蒙文史资料委员会汇总整理后，即报送全国政协文史办审核，公开发表，把颠倒了的历史重新颠倒过来。